# Hikvision
Hangzhou Hikvision Digital Technology Co., Ltd. — китайська компанія. Також відома як Hikvision . Штаб-квартира компанії розташована в Ханчжоу. 
Компанія є найбільшим постачальником продуктів відеоспостереження і готових рішень з відеоспостереження. Створена 2001 року, в компанії працюють 13.000 співробітників, включаючи науково-дослідний штат в 4000 чоловік.
Міжнародний спонсор війни проти України.

## Історія
Компанію створено 2001 року.

## Власники та керівництво
Основний власник компанії — гонконзький мільярдер Гун Хунцзі, заступник голови і найбільший акціонер.

### Бренди компанії
- HiWatch — бюджетний бренд
- Ezviz — новий бренд: відеоспостереження, розумний будинок, екшн-камери. Головна особливість — широка лінійка автономних, що працюють без реєстратора камер відеоспостереження. Запис даних в хмарному сховищі, на карту пам'яті microSD.

## Діяльність
Серед продуктів Hikvision — аналогові відеокамери, IP-відеокамери, гібридні DVR, NVR, автономні DVR, цифрові відеосервери, купольні швидкісні камери. Камери, зокрема, можуть працювати у зв'язці з іншими пристроями, такими як Safire або Ajax Systems.
Офіс компанії розміщений в Ханчжоу, Китай. Регіональні філії розташовані в Лос-Анджелесі, Амстердамі, Дубаї, а також офіційні представництва в Індії, Росії, Центральній Азії, центр обслуговування в Гонконзі.
Hikvision входить в список Шеньчженської фондової біржі з ринковою капіталізацією в 5,6 млрд $.
Hikvision увійшов в ТОП-3 кращих компаній у сфері безпеки в рейтингу Security 50 журналу A & S ; в рейтингу Global 2000 журналу Forbes займає 1218 місце.

## Санкції та заборони
Через проблеми з кібербезпекою та ризиком витоку та несанкціонованого використання даних Hikvision перебуває під забороною допуску до участі в тендерах на постачання обладнання в таких країнах як США, Велика Британія, Нідерланди, Південна Корея, Індія, Нова Зеландія та Австралія.
У червні 2023 Національне агентство з питань запобігання корупції внесло Hikvision до переліку міжнародних спонсорів війни проти України. 